# São Ludgero
São Ludgero est une ville brésilienne du sud de l'État de Santa Catarina.

## Généralités
La ville fut principalement peuplée par des immigrants allemands et garde de nombreuses traces de culture germanique. Mais les immigrants italiens contribuèrent également fortement au développement de la région. La légende raconte que São Ludgero (« saint Ludgerus ») fut un guerrier saint très populaire qui vivait en Allemagne, dans la région de Münster.
L'immeuble du Colégio São Ludgero, fondé en 1900, abrite l'hôtel de ville et constitue l'un des symboles de la ville. La religiosité y est encore forte, la région étant considérée comme un « réservoir » de prêtres.

## Géographie
São Ludgero se situe par une latitude de 28° 19′ 33″ sud et une longitude de 49° 10′ 36″ ouest, à une altitude de 50 mètres.
Sa population était de 10 993 habitants au recensement de 2010. La municipalité s'étend sur 108 km2.
Elle fait partie de la microrégion de Tubarão, dans la mésorégion Sud de Santa Catarina.

## Histoire
Les premières familles de colons arrivèrent en 1870. Il s'agissait d'allemands de la région de Westphalie, qui avait São Ludgero comme patron.
La région qui constitue aujourd'hui la municipalité de São Ludgero se sépara de Braço do Norte, mais couvrait une superficie très faible. Pour acquérir son extension actuelle, la municipalité eut recours à une "manœuvre" des immigrants allemands. Au même moment, ils provoquèrent la séparation de Colônia, une autre localité. Une fois les deux villes indépendantes, elles fusionnèrent pour former la municipalité actuelle de São Ludgero.

## Économie
L'agriculture et l'élevage sont les principales activités économiques de São Ludgero. La production avicole, de vaches laitières] et l'agriculture, centrée sur la culture du tabac, du maïs, des haricots, des  fruits et légumes biologiques contribuent fortement à l'économie locale.

## Villes voisines
São Ludgero est voisine des municipalités (municípios) suivantes :
- Orleans
- Braço do Norte
- Gravatal
- Tubarão
- Pedras Grandes